# Picnic (film, 1955)
Pour les articles homonymes, voir Picnic.
Pour plus de détails, voir Fiche technique et Distribution.
Picnic est un film américain réalisé par Joshua Logan, sorti en 1955.

## Synopsis
En revenant sur le sol natal sans attaches ni fortune, Hal bouleverse la routine et les perspectives conjugales dans une petite ville du Kansas où les vacances d'été touchent à leur fin. Vaut-il mieux être beau ou intelligent, riche ou honnête, aimé ou promu ?

## Fiche technique
- Titre français : Picnic ou Pique-Nique[1]
- Titre original : Picnic
- Réalisation : Joshua Logan
- Scénario : Daniel Taradash, tiré d'une pièce de William Inge
- Direction artistique : Jo Mielziner et William Flannery
- Décorateur de plateau : Robert Priestley
- Costumes : Jean Louis
- Photographie : James Wong Howe
- Montage : William A. Lyon et Charles Nelson
- Musique : George Duning
- Chorégraphie : Miriam Nelson
- Production : Fred Kohlmar
- Société de production et de distribution : Columbia Pictures
- Pays de production :  États-Unis
- Langue : anglais américain
- Format : couleur (Technicolor) — 35 mm — 2,55:1 — son : 4-Track Stéréo (RCA Sound Recording)
- Genre : drame
- Durée : 115 minutes
- Dates de sortie : 
  - États-Unis : décembre 1955 ; 17 février 1956 (New York)
  - Belgique : 20 avril 1956
  - France : 26 septembre 1956[1]
- Affiche : Jean Mascii (France)

## Distribution
- William Holden (VF : Marc Cassot) : Hal Carter
- Kim Novak (VF : Nadine Alari) : Marjorie Owens, dite « Madge »
- Betty Field (VF : Lita Recio) : Flo Owens
- Susan Strasberg (VF : Francette Vernillat) : Millie Owens
- Cliff Robertson (VF : Michel Roux) : Alan Benson
- Arthur O'Connell (VF : Camille Guérini) : Howard Bevans
- Verna Felton (VF : Germaine de France) : Helen Potts
- Reta Shaw : Linda Sue Breckenridge
- Nick Adams (VF : Pierre Trabaud) : Bomber
- Raymond Bailey (VF : Paul Villé) : Mister Benson
- Elizabeth Wilson : Christine Schoenfelder
- Rosalind Russell : Rosemary Sidney
- Warren Frederick Adams : un inconnu
- Carle E. Baker : l'ouvrier du silo
- George E. Bemis : un voisin
- Henry P. Watson : le président de la Chambre de Commerce
- Henry Pagueo : le maire
- Flomanita Jackson : une femme du comité
- Phyllis Newman : Juanita Badger

## Thème de la danse
Alors que la musique de la bande originale de Picnic est composée par George Duning et dirigée par le chef d’orchestre Morris Stoloff, ce dernier insère dans le film le morceau Moonglow, orchestré par Johnny Warrington, comme thème de la danse entre Kim Novak et William Holden. Il s’agit d’une reprise de la composition de Will Hudson (en) et Irving Mills qui date de 1933 et fut enregistrée pour la première fois par Joe Venuti et son orchestre, puis en 1934 par Benny Goodman. Moonglow, qui a également été enregistré par des artistes comme Cab Calloway ou Art Tatum, est devenu un standard du jazz plusieurs années avant son utilisation dans le film de Josuah Logan.

## Autour du film
Durant six semaines, pendant la projection du film, deux messages subliminaux, « Vous avez faim ? Mangez du pop-corn » et « Buvez Coca-Cola », sont insérés toutes les cinq secondes, à l'aide d'un tachistoscope, sur l'initiative d'un chercheur en marketing, James Vicary, par ailleurs inventeur du terme « subliminal advertising ». Il affirme obtenir des résultats remarquables et que la vente de pop-corn augmente de 58 % et celle du Coca-Cola de 18 %.

## Nominations et récompenses
- Oscar du meilleur montage pour William A. Lyon et Charles Nelson